# Басторф
Басторф (њем. Bastorf) општина је у њемачкој савезној држави Мекленбург-Западна Померанија. Једно је од 59 општинских средишта округа Бад Доберан. Према процјени из 2010. у општини је живјело 1.110 становника. Посједује регионалну шифру (AGS) 13051007.

## Географски и демографски подаци
Басторф се налази у савезној држави Мекленбург-Западна Померанија у округу Бад Доберан. Општина се налази на надморској висини од 51 метра. Површина општине износи 24,4 km². У самом мјесту је, према процјени из 2010. године, живјело 1.110 становника. Просјечна густина становништва износи 45 становника/km².